# Франк Тургау
Франк Тургау (нем. Franken) — денежная единица швейцарского кантона Тургау в 1808—1850 годах. Франк = 10 батценов = 40 крейцеров.

## История
Кантон Тургау, образованный в 1803 году, начал чеканку монет в 1808 году, выпустив монеты в крейцерах и батценах. В 1809 году чеканка была прекращена. Монеты кантона не играли значительной роли в денежном обращении, где в основном использовались иностранные монеты.
Конституция Швейцарии, принятая в 1848 году, устанавливала исключительное право федерального правительства на чеканку монеты. 7 мая 1850 года был принят федеральный закон о чеканке монет, в том же году начата чеканка швейцарских монет.
Банкноты кантона в 1803—1851 годах не выпускались. После введения швейцарского франка банкноты в 1852—1910 годах выпускали:
- Thurgauische Hypothekenbank (основан в 1851-м, выпускал банкноты в 1852—1908);
- Thurgauische Kantonalbank (основан в 1871-м, выпускал банкноты в 1871—1910)[4].

## Монеты
| Аверс | Реверс | Номинал      | Диаметр, мм | Толщина, мм | Масса, г | Металл | Гурт | Годы чеканки | Тираж   |
| ----- | ------ | ------------ | ----------- | ----------- | -------- | ------ | ---- | ------------ | ------- |
|       |        | 1⁄2 крейцера |             |             |          | Биллон |      | 1808         | 100 000 |
|       |        | 1 крейцер    |             |             |          | Биллон |      | 1808         | 99 000  |
|       |        | 1⁄2 батцена  |             |             |          | Биллон |      | 1808         | 149 000 |
|       |        | 1 батцен     |             |             |          | Биллон |      | 1808, 1809   | 132 000 |
|       |        | 5 батценов   |             |             |          | Биллон |      | 1808         | 2580    |